# Moreau Township (comté de Cole, Missouri)
Moreau Township est un ancien township du comté de Cole dans le Missouri, aux États-Unis,.
Il est fondé en 1821 et baptisé en référence à la Moreau.

## Source de la traduction
- (en) Cet article est partiellement ou en totalité issu de l’article de Wikipédia en anglais intitulé « Moreau Township, Cole County, Missouri » (voir la liste des auteurs).